# Tom Fogerty
Tom Richard Fogerty (Berkeley, California; 9 de noviembre de 1941-Scottsdale, Arizona; 6 de septiembre de 1990) fue un músico estadounidense, más conocido como guitarrista de Creedence Clearwater Revival. Fue el hermano mayor de John Fogerty, cantante y guitarrista de la misma banda.

## Biografía
Formó parte de varios grupos musicales como "The Playboys" y "Spider Web And The Insects". Después se integró a "The Blue Velvets", donde después figuraron como "Tommy Fogerty and The Blue Velvets".
Fue el líder de la banda durante ese tiempo, hasta que firmaron contrato con la compañía Fantasy Records, con la que grabaron el álbum Creedence Clearwater Revival. De ahí en adelante, su hermano menor, John, tomaría las riendas de la banda. 
En 1971 comenzaron los problemas entre los hermanos, al punto que Tom decidió cortar toda comunicación con su hermano y la banda, para emprender su carrera como solista, aunque no tuvo mucho éxito. 

### Fallecimiento
Tom murió en su casa de Arizona el 6 de septiembre de 1990 a los 48 años, a causa de fallos respiratorios derivados de una tuberculosis a raíz del sida contraído en una transfusión sanguínea durante una operación quirúrgica. Se dice que nunca hizo las paces con su hermano John, aunque John Fogerty actuó en el álbum de 1974, Zephyr National. La canción "Mystic Isle Avalon" presenta una reunión completa de CCR, aunque John grabó sus partes por separado. Fue la única canción que tocó John y la última vez que los cuatro miembros de CCR tocarían en el mismo álbum de estudio.[cita requerida]

## Discografía
- Tom Fogerty (1972)
- Excalibur (1972)
- Zephyr National (1974)
- Myopia (1974)
- Deal It Out (1981)

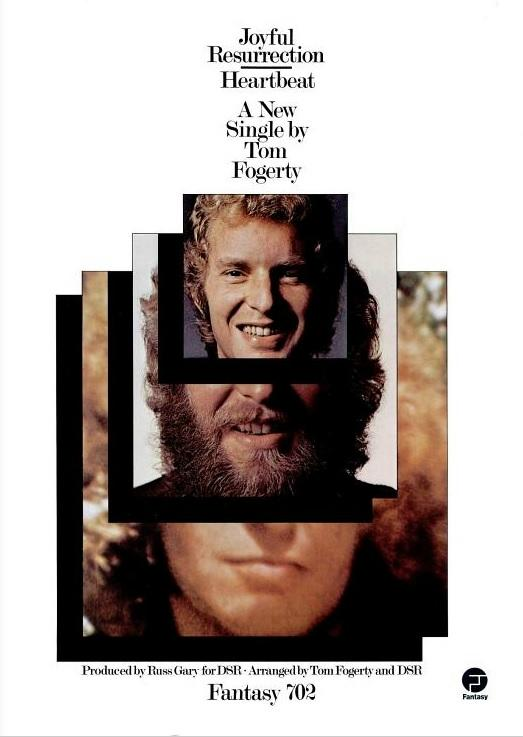
Anuncio de un sencillo de 1973
(Billboard, 25 de agosto)

- Sidekicks (con Randy Oda) – publicado póstumamente, en 1992
- The Very Best of Tom Fogerty (1999)

Ruby
- Ruby (1976)
- Rock & Roll Madness (1978)
- Precious Gems (1984)

Otras apariciones
| Año  | Artista        | Álbum            | Comentario                       |
| ---- | -------------- | ---------------- | -------------------------------- |
| 1972 | Merle Saunders | Heavy Turbulence | Guitarra y voz                   |
| 1972 | Walter Hawkins | Do Your Best     | Productor                        |
| 1972 | Jim Post       | Slow To 20       | Coros en "Homemade Music"        |
| 1973 | Merle Saunders | Fire Up          | Guitarrista y productor          |
| 1997 | Merle Saunders | Keepers          | Grabación previamente no editada |

- Datos: Q539116
- Multimedia: Tom Fogerty / Q539116